# Superprinsen
Superprinsen är en svensk animerad webb-tv serie från 2010 om kungahuset med kronprinsessan Victoria och Daniel Westling i huvudrollerna.
Serien består av 10 avsnitt och varje avsnitt är fyra minuter långt, sammantaget 40 minuter film. Serien hade premiär den 25 mars 2010 och visas med ett nytt avsnitt i veckan på Aftonbladets webbsida. Nya avsnitt publiceras på torsdagar.